# Huaxia
Huaxia (en chino tradicional, 華夏; en chino simplificado, 华夏; pinyin, Huáxià) es un concepto histórico que representa a la nación y la civilización chinas, y proviene de la autoconciencia de un ancestro cultural común por parte de los diversos pueblos Han de la era anterior a los Qin.

Territorios regidos por la dinastía Shang, origen de la identidad Huaxia.

Originalmente se refería a los grupos étnicos de Zhongyuan, los cuales constituyen el origen del grupo cultural Han e influyeron en numerosas culturas de Asia Oriental.

## Etimología
Según el Zuo zhuan, xia (夏) significa  "grandeza"  mientras que hua (華) se usa en referencia a la "belleza" de la vestimenta; el término se puede interpretar como los "bien ataviados"